# Gregorios III Laham
Gregorios III Laham (sinh 1933) là một Thượng phụ của Giáo hội Công giáo Greek-Melkites, trực thuộc Giáo hội Công giáo Rôma. Ông nguyên là Thượng phụ Tòa Thượng phụ Antioch, hai Tòa thượng phụ hiệu tòa Jerusalem và Alexandria. Ông cũng từng đảm trách vị trí Chủ tịch Hội đồng Giáo hội Giáo hội Geek-Melkites và Chủ tịch Hội đồng Liên Giáo hội Công giáo Syria.

## Tiểu sử
Thượng phụ Laham sinh ngày 15 tháng 12 năm 1933, tại Daraya, thuộc Tổng giáo phận Damas (nghi lệ Greek-Melkite), Syria. Chàng trai Laham gia nhập dòng B.S., với danh hiệu đầy đủ là Arrouhbaniat Albassiliat Almoukhalissiat (nghi lễ Greek-Melkites) bằng lời khấm tạm năm 16 tuổi vào ngày 15 tháng 8 năm 1949. Ba năm sau đó, tu sĩ Lahma tiến tới khấn trọn ngày 20 tháng 1 năm 1952. Sau khi theo học tại các chủng viện trong khoảng thời gian khá dài, ngày 15 tháng 2 năm 1959, ông được thụ phong linh mục, cũng là linh mục của dòng B.S. Giám mục chủ sự nghi thức truyền chức là Andrei Apollon Katkoff, M.I.C, Giám mục Hiệu tòa Nauplia.
Năm 1975, (hoặc 1978) ông được chọn làm Đại diện Thượng phụ tại Vùng Jerusalem. Ngày 9 tháng 9 năm 1981, linh mục Laham được chọn làm Tổng giám mục Hiệu tòa Tarsus dei Greco-Melkiti. Tân Tổng giám mục Đại diện Thượng phụ được tấn phong sau đó vào ngày 27 tháng 11 năm 1981. Ba giáo sĩ tham gia vào nghi thức truyền chức gồm chủ phong là Thượng phụ Maximos V (George) Hakim, Thượng phụ Tòa Antioch nghi lễ Greek-Melkites. Các giáo sĩ phụ phong gồm có Saba Youakim, B.S, Tổng giám mục Tổng giáo phận Petra e Filadelfia (nghi lễ Greek-Melkite) và Tổng giám mục François Abou Mokh, B.S., Giám mục Phụ tá Tòa Thượng phụ Antioch. Tân giám mục chọn cho khẩu hiệu:Vigilate et ambulate in dilectione / Veillez et marchez dans l’amour.
Khoảng năm 1991 hoặc 1992, ông được chọn làm Giám mục Toàn quyền Vùng Jerusalem. Năm 1998, ông được chọn làm Phó Quản lý Hành chính Địa phận Jerusalem.
Ngày 29 tháng 11 năm 2000, ông được các giám mục nhất trí chọn Tổng giám mục Laham làm Thượng phụ Tòa Antioch, giám mục chính tòa Giáo phận Damas, phía giáo hội Công giáo Rôma xác nhận tin này vào ngày 5 tháng 12 sau đó. Sau khi được chuẩn y, ông lập tức trở thành Chủ tịch Hội đồng Giáo hội Greek-Melkites và Chủ tịch Liên hiệp các Giáo hội Công giáo Syria. Ngày 6 tháng 5 năm 2017, ông từ nhiệm khỏi mọi chức danh vì lí do tuổi tác.